# Washburn Guitars

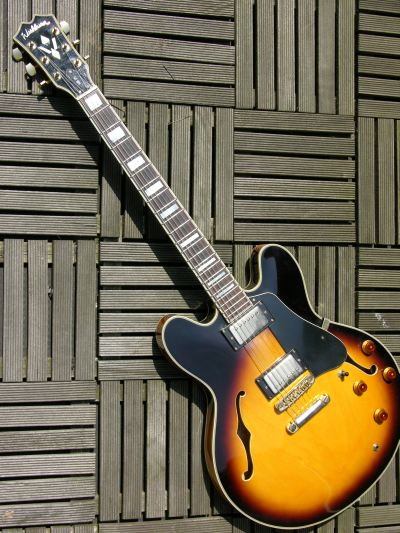
Gitara Washburn HB35

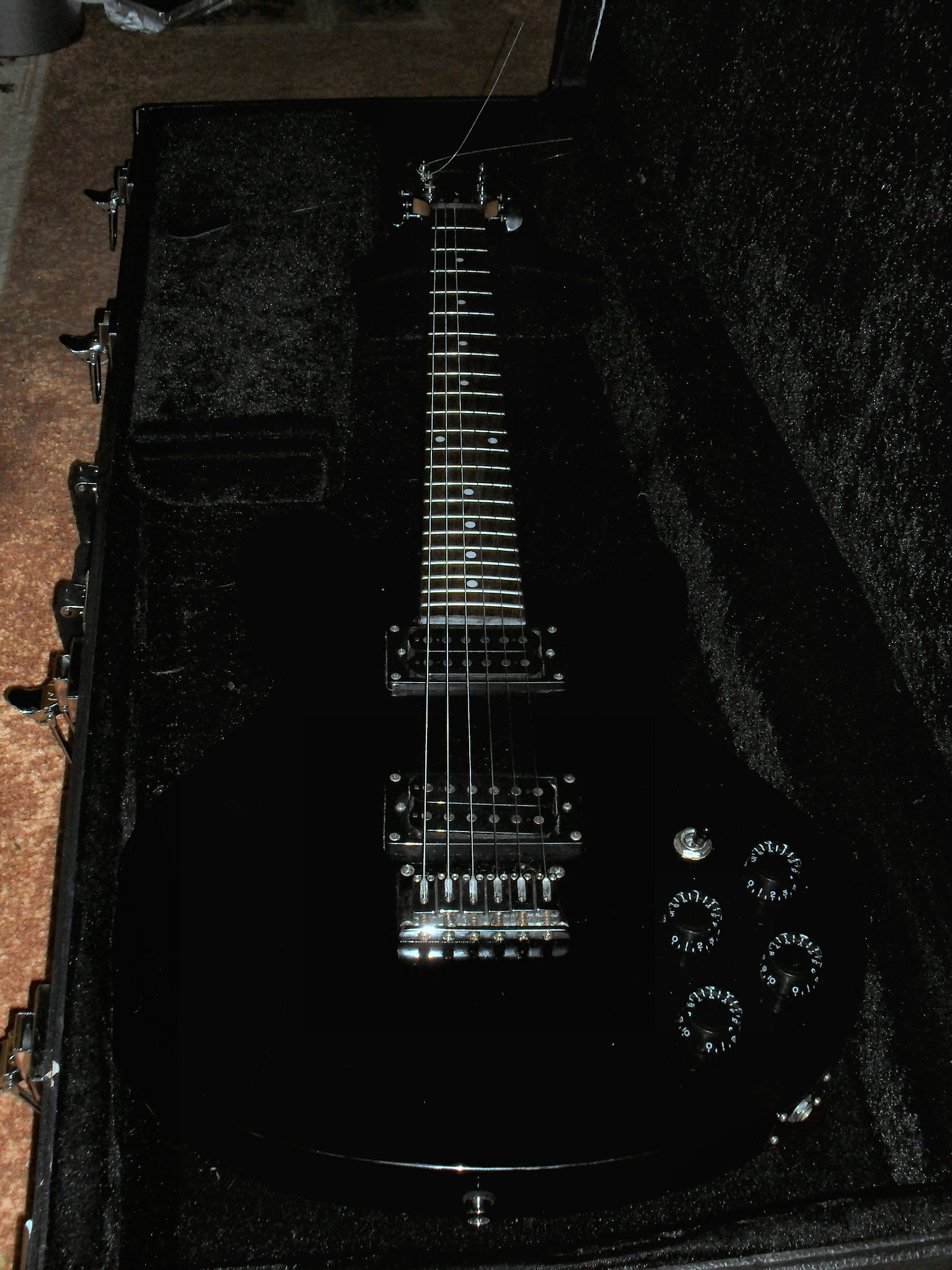
Gitara Washburn WI14

Washburn – firma specjalizująca się w produkcji gitar elektrycznych, klasycznych, akustycznych, elektroakustycznych i basowych, założona w 1883 roku w Chicago. 
Historia firmy Washburn to 130 lat tradycji produkcji instrumentów muzycznych. Pierwsza fabryka firmy, zajmująca się produkcją gitar, mieściła się przy Maxwell Street – dzięki niej firma zyskała szacunek i uznanie muzyków na całym świecie; preferujących gatunki muzyki od rock and rolla, przez blues, aż do hard rocka czy metalu.

## Wybrane modele gitar

### Elektrycznych
- Washburn X7
- Washburn X10
- Washburn X12
- Washburn N1
- Washburn N2
- Washburn N4
- Washburn N6
- Washburn X30
- Washburn X50
- Washburn X50 PROFE
- Washburn X50 PROQ
- Washburn WI14
- Washburn WIN14
- Washburn WI15
- Washburn WMI 14
- Washburn WI63-SF
- Washburn X10
- Washburn X11
- Washburn WR 150
- Washburn WR 154
- Washburn X7
- Washburn A-20
- Washburn RX10 MB
- Washburn RX 12
- Washburn XM STD2
- Washburn WV 20
- Washburn WV 66
- Washburn WV 40

### Akustycznych
- Washburn WD32S
- Washburn D46S
- Washburn OG2
- Washburn EA10

Washburn Wd 10s

### Basowych
- Washburn T14Q
- Washburn XB120
- Washburn XB100
- Washburn T25
- Washburn T12